# Обер, Брижитт (актриса)
Брижитт Обер (фр. Brigitte Auber; род. 27 апреля 1925, Париж, Франция) — французская актриса театра, кино и телевидения.
Самой известной ролью Обер, и одной из немногих в фильмах на английском языке, стала роль в фильме Альфреда Хичкока «Поймать вора» (1955) с Грейс Келли и Кэри Грантом в главных ролях.
В 1998 она также сыграла в голливудской экранизации романа Александра Дюма «Виконт де Бражелон» (1998), в которой её партнёром был Леонардо Ди Каприо в роли Луи XIV, короля Франции и Человека в железной маске.

## Фильмография
- 1947 — Антуан и Антуанетта — гостья на свадьбе
- 1949 — Свидание в июле — Тереза Ричард
- 1955 — Поймать вора — Даниель Фуссар
- 1955 — Аристократы — Дейзи де Мобрун
- 1959 — Мой приятель цыган — Одетта
- 1965 — La petite hutte — Сюзанна
- 1982 — Mon curé chez les nudistes — Шарлотта
- 1998 — Человек в железной маске — королева-мать
- 2000 — Une douce jeunesse — Хлоя